# Доусон, Джон, 2-й граф Портарлингтон
Джон Доусон, 2-й граф Портарлингтон (англ. John Dawson, 2st Earl of Portarlington; 26 февраля 1781 — 28 декабря 1845, Ламбет, Суррей) — британский полковник, активный участник  Наполеоновских войн. 

## Биография
Родился в 1781 году. Старший сын Джона Доусона, 1-го графа Портарлингтона (1744—1798) и его жены, леди Кэролайн, урождённой Стюарт (1763—1813), которая была дочерью Джона Стюарта, 3-го графа Бьюта.
Получил образование в Итонском колледже.
В 1798 году, после смерти отца, унаследовал титулы 2-го графа Портарлингтона, 3-го виконта Карлоу и 3-го лорда Доусона (все три титула входили в систему пэрства Ирландии), после чего стал членом Ирландской палаты лордов.
В том же году поступил на военную службу энсином в 20-й пехотный полк. К концу года был повышен до лейтенанта. В дальнейшем служил в ряде пехотных частей и кавалерийских частей. По состоянию на 1809 год, имел чин подполковника. Принимал участие в Пиренейских войнах, в частности, в битве при Талавере (1809).
Во время Ста дней (1815) сражался при Катр-Бра, а во время битвы при Ватерлоо принимал участие в атаке на позиции французов кавалерийской бригады генерал-майора Хасси Вивиана.
В дальнейшем служил адъютантом принца-регента (впоследствии короля Георга IV), с которым был дружен; причём, при назначении адъютантом, был произведён в полковники.
Скончался в Лондоне в 1845 году в собственном особняке холостым и бездетным, и был похоронен на кладбище Кенсал-Грин. Его титулы унаследовал племянник — Генри Дэмер (1822—1889), который после этого стал известен, как Генри Доусон-Дэмер, 3-й граф Портарлингтон.